# 山丽报春
山丽报春（学名：Primula bella），为报春花科报春花属下的一个植物种。